# Vietnam en los Juegos Paralímpicos de Atenas 2004
Vietnam estuvo representado en los Juegos Paralímpicos de Atenas 2004 por cuatro deportistas femeninas. El equipo paralímpico vietnamita no obtuvo ninguna medalla en estos Juegos.